# 景阳乡
景阳乡，是中华人民共和国湖北省十堰市郧西县下辖的一个乡镇级行政单位。

## 行政区划
景阳乡下辖以下地区：
骡马店村、小河口村、吴家扁村、花屋村、兰滩口村、天池垭村、鱼池村、龚家坪村、解家坪村、南院庄村、观亭村、玉圆村、栗谷庄村、干沟口村、椒圆村、十里牌村、尚坪村、陈家庄村、西山村、东山坪村和太阳坡村。